# Slaveri i Ungern
Slaveri förekom i Ungern i olika former fram till 1699. 

## Historik
I den romerska provinsen Pannonien sköttes slaveriet i Ungern enligt samma lagar som slaveri i Romerska riket, och sedan som slaveriet Bysantinska riket. 

### Slaveri under medeltiden
Slaveri en stor samhällsinstitution i Ungern under Huset Árpád (855-1301). En stor del av befolkningen på landsbygden var slavar under närmaste adliga lord eller godsherre. Slavarna kallades servi eller ancilla enligt romersk sed. Dessa slavbönder, servi, kunde ärvas, säljas, köpas eller friges av sina godsägare; det har föreslagits att en del blev slavar efter att ha dömts till det efter ett brott, men slaveri var också ärftligt.
Under 1200-talets gång dog slaveriet (servi) i Ungern ut och fasas ut till livegenskap (libertini) i snabb takt. 
Det var godsägarna som indirekt avskaffade slaveriet i Ungern genom att frige sina servi och istället göra dem till libertini eller libertinus. 
De livegna, libertini, tycks av allt att döma bestå av tidigare servi som blivit frigivna. 
Anledningen till varför feodalherrarna valde att ta detta steg är omdiskuterat, men det förmodas ha att göra med att godsägarna betraktade det som mer ekonomiskt fördelaktigt under en tid när de ungerska godsägarnas egendomar blev mer utspridda. 
Det skedde också under en tid när slaveriet i Västeuropa fasades ut tack vare kyrkan, som använde en allt mer abolitionistisk retorik med religiösa förtecken.

### Livegenskap i Ungern
Efter 1200-talet tycks slaveriet ha dött ut i Ungern. Livegenskapen i Ungern påminde dock på många sätt om slaveri. En libertini hade högre status än en servi, betraktades officiellt sett som fri, och till skillnad från en servi fanns det tydligt definierade regler om hur mycket arbete de behövde utföra, och att de endast behövde utföra arbete under en del av året; men liksom servi kunde de fortfarande ärvas, säljas och köpas.

### Senare tid
Mellan 1526 och 1699 låg Ungern under under Osmanska riket. Slaveri i Osmanska riket gällde därmed även i Osmanska Ungern. 
Ungern blev fritt från Osmanska riket 1699. Det blev hamnade därmed under Österrike, som inte hade slaveri. Något slaveri förekom därmed inte lagligt i Ungern efter detta årtal.